# Famiglia Amirsoleimani
La famiglia Amirsoleimani (in persiano  امیرسلیمانی‎), conosciuta anche come Amirsoleimani-Qajar (in persiano  امیرسلیمانی قاجار‎), è una distinta famiglia principesca iraniana con radici nella dinastia Qajar, la casa regnante che governò l'Iran dal 1785 al 1925. La famiglia discende da Mussa Khan Qajar Qovanlou, e il nome della famiglia deriva da Amir Soleiman Khan Qajar Qovanlou, un illustre nobile Qajar, i cui discendenti ricoprirono ruoli significativi presso la corte reale e nell'amministrazione durante il periodo Qajar. Membri della famiglia Amirsoleimani ricoprirono vari incarichi di alto rango, inclusi ruoli chiave nell'amministrazione e presso la corte di Nasser al-Din Shah, Mozaffar ad-Din Shah, Mohammad Ali Shah e Ahmad Shah.

## Storia
La famiglia Amirsoleimani, un ramo distinto dell'aristocrazia Qajar, occupa una posizione eminente tra la nobiltà dell'Iran. Originaria di Amir Soleiman Khan Qovanlou, la famiglia ascese a ranghi elevati all'interno della dinastia Qajar (1785–1925), con membri che spesso ricoprirono ruoli influenti nella corte reale e nel governo. Come altre famiglie principesche Qajar, il loro status era definito da fattori come il lignaggio, i legami matrimoniali e la vicinanza alla famiglia reale. Membri come Principe Mehdi Qoli Khan Amirsoleimani, noto come Majd ed-Dowleh, furono figure politiche chiave e consiglieri, contribuendo a plasmare la politica e la cultura persiana durante un periodo di trasformazione della storia iraniana.
Con l'ascesa di Reza Shah Pahlavi, l'aristocrazia Qajar subì cambiamenti significativi. Reza Shah decretò che tutte le famiglie dovessero adottare cognomi come parte dei suoi sforzi di modernizzazione, portando molte famiglie nobili Qajar a scegliere cognomi legati al loro patrimonio familiare. La famiglia Amirsoleimani scelse "Amirsoleimani" come omaggio al loro stimato antenato. Il matrimonio di Reza Shah con Turan Amirsoleimani, nipote di Majd ed-Dowleh, consolidò l'importanza della famiglia anche sotto la dinastia Pahlavi, collegandola ulteriormente alla linea reale iraniana. Turan Amirsoleimani e Reza Shah Pahlavi ebbero un figlio, Gholam Reza, integrando così il sangue Amirsoleimani nella nuova famiglia regnante dell'Iran.
Dopo la rivoluzione del 1979, molti membri della famiglia Amirsoleimani, come altri discendenti Qajar, entrarono a far parte della diaspora mantenendo legami con il loro patrimonio. Oggi fanno parte di una più ampia aristocrazia iraniana dispersa in tutto il mondo, preservando l'eredità del ruolo della loro famiglia nella storia reale e politica dell'Iran.

## Membri famosi

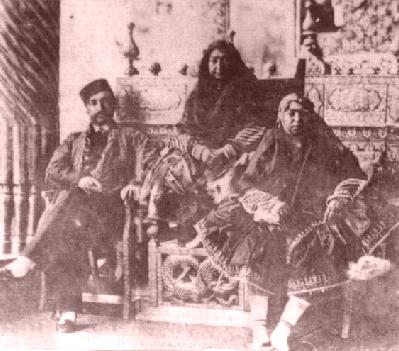
Malek Jahan Khanom (1805–1873)
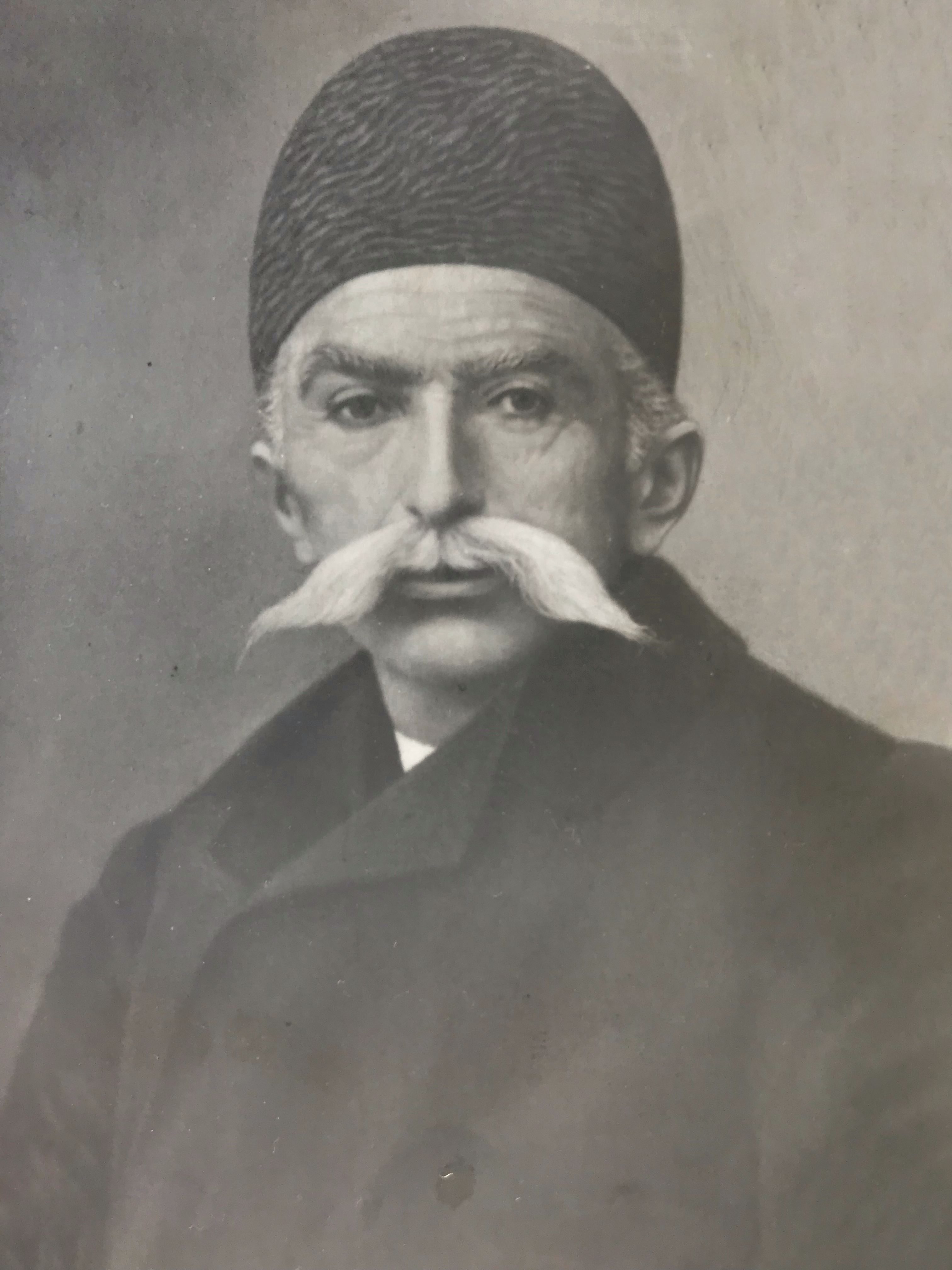
Principe Majd ed-Dowleh (1850–1937)
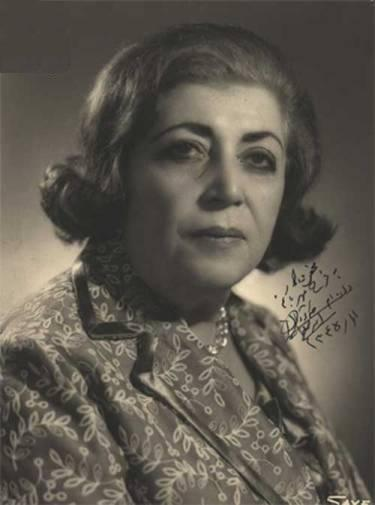
Malake Touran Amirsoleimani (1905–1994)
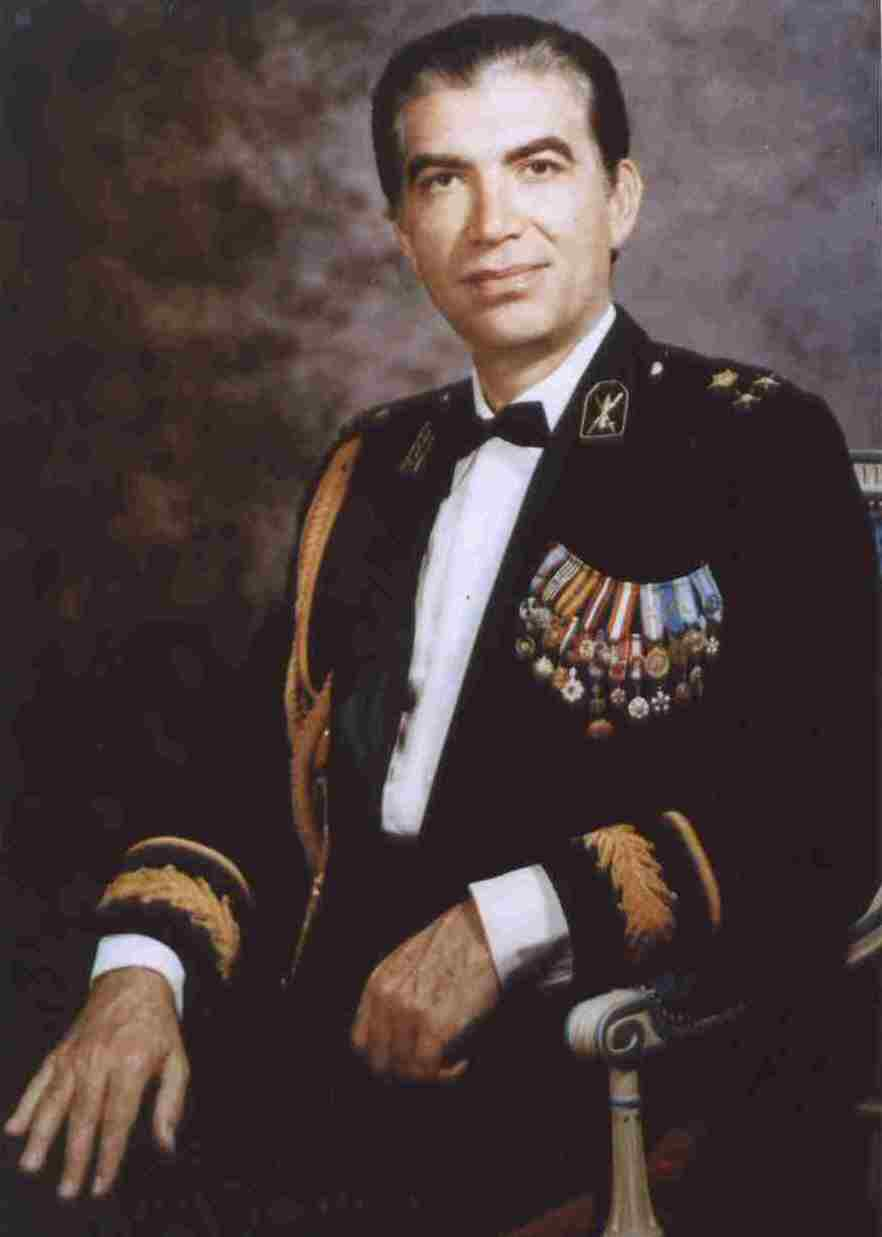
Principe Gholam Reza Pahlavi (1923–2017)

- Principe Majd ed-Dowleh Qajar-Qovanlu Amirsoleimani, uno dei politici più influenti del suo tempo in Iran. Fu una figura centrale alla corte durante i regni di vari Shah Qajar, tra cui Nasser al-Din Shah, Mozaffar ad-Din Shah, Mohammad Ali Shah e Ahmad Shah.
- Malek Jahan Khanom Amirsoleimani, reggente dell'Impero Persiano nel 1848 prima dell'ascesa al trono del figlio, Naser al-Din Shah.
- Principessa Turan Amirsoleimani, terza moglie di Reza Shah, con cui ebbe un figlio, Gholam Reza Pahlavi.
- Gholam Reza Pahlavi, fratellastro di Mohammad Reza Pahlavi, l'ultimo Shah dell'Iran.
- Sepand Amirsoleimani, attore iraniano.
- Kamand Amirsoleimani, attrice iraniana.
- Saeed Amirsoleimani, attore iraniano.